# Митинский сельсовет (Курганская область)
Ми́тинский сельсове́т — упразднённые административно-территориальная единица и муниципальное образование со статусом сельского поселения в составе Кетовского района Курганской области России. 
Административный центр — село Митино.
15 марта 2022 года сельсовет был упразднён в связи с преобразованием муниципального района в муниципальный округ.

## История
В соответствии с Законом Курганской области от 6 июля 2004 года № 419 сельсовет наделён статусом сельского поселения.
Законом Курганской области от 25 октября 2017 года N 88, в состав Митинского сельсовета было включено единственное село упразднённого Ровненского сельсовета.

## Население
| 1989 | 2002 | 2010 | 2012  | 2013  | 2014 | 2015 |
| ---- | ---- | ---- | ----- | ----- | ---- | ---- |
| 1109 | ↘706 | ↘658 | ↗696  | ↗697  | ↗707 | ↘685 |
| 2016 | 2017 | 2018 | 2019  | 2020  |      |      |
| ↘683 | →683 | ↘675 | ↗1143 | ↗1145 |      |      |

## Состав сельского поселения
| № | Населённый пункт | Тип населённого пункта       | Население |
| - | ---------------- | ---------------------------- | --------- |
| 1 | Лиственная       | деревня                      | ↘51       |
| 2 | Митино           | село, административный центр | ↘607      |
| 3 | Ровная           | село                         | ↗476      |